# اچ‌ام‌اس ولف (۱۸۹۷)
اچ‌ام‌اس ولف (۱۸۹۷) (به انگلیسی: HMS Wolf (1897)) یک کشتی بود که طول آن ۲۱۰ فوت (۶۴ متر) بود. این کشتی در سال ۱۸۹۷ ساخته شد.